# Pleurocope floridensis
Pleurocope floridensis är en kräftdjursart som beskrevs av Hooker 1985. Pleurocope floridensis ingår i släktet Pleurocope och familjen Pleurocopidae.
Artens utbredningsområde är Mexikanska golfen. Inga underarter finns listade i Catalogue of Life.